# Walking Down Broadway

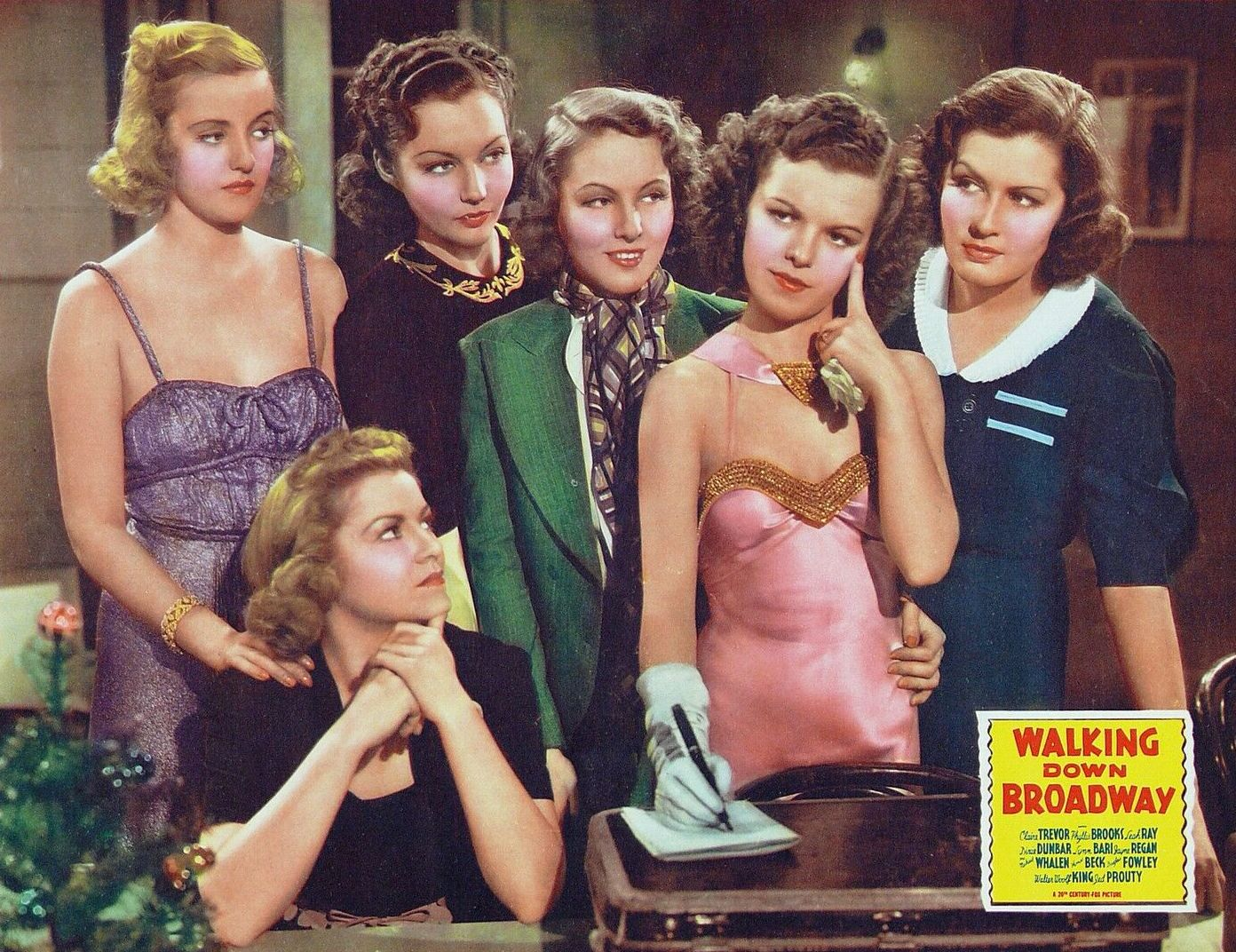
Carte promotionnelle du film.

Walking Down Broadway est un film américain réalisé par Norman Foster et sorti en 1938.

## Synopsis
Un quintet de chanteuses new-yorkaises organise une réunion pour le premier anniversaire de la fin de leur émission. Elles découvrent les différents chemins empruntés par leur carrière et leur vie.

## Fiche technique
- Réalisation : Norman Foster
- Scénario : Robert Chapin, Karen DeWolf
- Production : 	Sol Glover
- Distribution : Twentieth Century-Fox Film Corporation
- Photographie : Virgil Miller
- Montage : Norman Colbert
- Durée : 75 minutes
- Date de sortie : 
  - États-Unis : 11 mars 1938

## Distribution
- Claire Trevor : Joan Bradley
- Phyllis Brooks : Vicki Stone
- Leah Ray : Linda Martin
- Dixie Dunbar : Tiny Brunson
- Douglas Fowley
- Joan Carroll
- Leon Ames
- Lynn Bari : Sandra DeVoe
- Jayne Regan : Jerry Lane
- Michael Whalen : Peter Claybourne
- Paul Fix : l'homme dans le bar